# Перепаденко Геннадій Олександрович
Геннадій Олександрович Перепаденко (нар. 16 червня 1964, Запоріжжя) — колишній радянський та український футболіст, півзахисник.
Насамперед відомий виступами за «Чорноморець», а також національну збірну СРСР.

## Клубна кар'єра
У дорослому футболі дебютував 1982 року виступами за «Металург» (Запоріжжя), в якому провів два сезони в першій лізі, взявши участь у 31 матчі чемпіонату.
Протягом 1984–1985 років проходив військову службу, захищаючи кольори СКА (Одеса).
1985 року перейшов у «Чорноморець». Відіграв за одеську команду наступні п'ять сезонів своєї ігрової кар'єри. Більшість часу, проведеного у складі «Чорноморця», був основним гравцем команди.
1990 року потрапив до «Спартака» (Москва), у складі якого провів наступні два роки своєї кар'єри гравця. Граючи у складі московського «Спартака» також здебільшого виходив на поле в основному складі команди.
Після розпаду СРСР протягом 1992–1993 років захищав ізраїльського клубу «Хапоель Цафрірім» (Холон).
Завершив професійну ігрову кар'єру у нижчоліговому клубі «Бадахос», за команду якого виступав у Сегунді протягом 1993–1995 років.

## Виступи за збірну
1990 року дебютував в офіційних матчах у складі національної збірної СРСР, провівши за рік у формі головної команди країни три матчі. Після розпаду СРСР не викликався до складу жодної зі збірних.
| Дата       | Місто         | Господарі         | Результат | Гості | Турнір                                       | Голи | Примітки |
| ---------- | ------------- | ----------------- | --------- | ----- | -------------------------------------------- | ---- | -------- |
| 21/11/1990 | Порт-оф-Спейн | США               | 0 – 0     | СРСР  | Carib B.W.I.A. Triangular Soccer Series 1990 | -    | 46'      |
| 23/11/1990 | Порт-оф-Спейн | Тринідад і Тобаго | 0 – 2     | СРСР  | Carib B.W.I.A. Triangular Soccer Series 1990 | -    | 60'      |
| 30/11/1990 | Гватемала     | Гватемала         | 0 – 3     | СРСР  | товариський матч                             | -    |          |
| Усього     |               | Матчів            | 3         |       | Голів                                        | 0    |          |